# 部族主义
部族主义（英語：Tribalism），又译部落主义，是指以部族或部族式生活方式为组织基础或倡导对象的状态。人类的进化主要是在小规模的狩獵採集群体中进行的，而不是在更大、较新定居的农业社会或文明中完成的。在政治语境中，“部族主义”一词带有贬义，指的是基于对群体内部的忠诚而对外部群体表现出歧视性行为或态度。